# Xitun
Le District de Xitun ou District de Situn (Chinois: 西屯區;  , littéralement "village occidental") est le deuxième district, situé à l'ouest de la ville de Taichung à Taïwan. Autrefois considéré comme faisant partie d'une zone rurale, le district a connu une croissance rapide ces dernières années grâce à la construction de centres commerciaux et de tours de bureaux dans la zone de réaménagement. Le district abrite la mairie de Taichung.

## Histoire
Les premiers habitants de la région étaient les Pazeh, qui habitaient le bassin de Taichung. Les premiers colons Han sont arrivés en 1701, dirigés par Liao Chao Kong (廖朝孔) et Chang Da Jing (張達京). En conséquence, l'ethnie Pazeh a été chassé de la région et la plupart d'entre eux ont migré vers Puli dans le comté de Nantou. Un bon nombre de leurs artefacts préhistoriques se trouvent au parc archéologique du monument Huilai.
Le district était intégré à la ville provinciale de Taichung avant la fusion de celle-ci avec le comté de Taichung pour former la municipalité spéciale de Taichung le 25 décembre 2010.

## Géographie
Le district de Xitun est situé à l'ouest de la ville de Taichung, dans le bassin de Taichung. En revanche, sa partie ouest convergent sur les pentes du plateau de Dadu. Il borde les districts de Daya au nord, de Shalu et de Longjing à l'ouest, de Dadu et de Nantun au sud, puis les districts de Beitun, Nord et Ouest à l'est. 

## Démographie
- Population : 232 406 hab. (janvier 2023)
- Densité : 5 832 hab/km²

## Divisions administratives

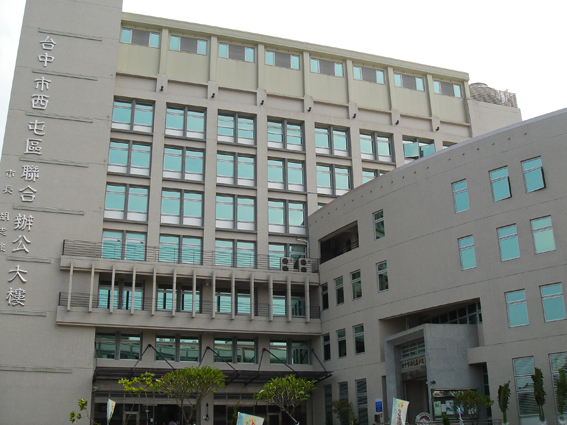
Bureau du district de Xitun

Le district de Xitun est divisé en 39 villages (里, ou li):
| Lincuo (林厝)    | Shangde (上德)  | Hede (何德)    |
| Yongan (永安)    | Shang'an (上安) | Hecheng (何成) |
| Fulian (福聯)    | Shangshi (上石) | Heming (何明)  |
| Furui (福瑞)     | Xiping (西平)   | Hefu (何福)    |
| Fuya (福雅)      | Xi'an (西安)    | Hecuo (何厝)   |
| Fulin (福林)     | Xidun (西墩)    | He'an (何安)   |
| Fu'an (福安)     | Zhishan (至善)  | Heyuan (何源)  |
| Fu'en (福恩)     | Chaoyang (潮洋) | Heren (何仁)   |
| Fuzhong (福中)   | Guangfu (廣福)  | Henan (何南)   |
| Fuhe (福和)      | Pengjia (逢甲)  | Dafu (大福)    |
| Xiehe (協和)     | Pengfu (逢福)   | Dapeng (大鵬)  |
| Gangwei (港尾)   | Longtan (龍潭)  | Dashi (大石)   |
| Pengcheng (鵬程) | Huilai (惠來)   | Dahe (大河)    |

## Transport
Xitun est desservie par les routes nationales suivantes :
- Autoroute nationale 1 : Les échangeurs de Taichung et Daya sont situés dans le quartier.
- Route provinciale 74
- Route provinciale 1B
- Provincial Highway 12 : Aussi connu sous le nom de Taiwan Boulevard. C'est la route principale de Taichung qui traverse le district.

Le district est desservi par des bus, dont une voie de bus le long du boulevard Taiwan qui était l'ancien système BRT. La ligne verte du métro de Taichung, circulant sur Wenxin Road, compte 3 stations dans le district.

## Attractions touristiques

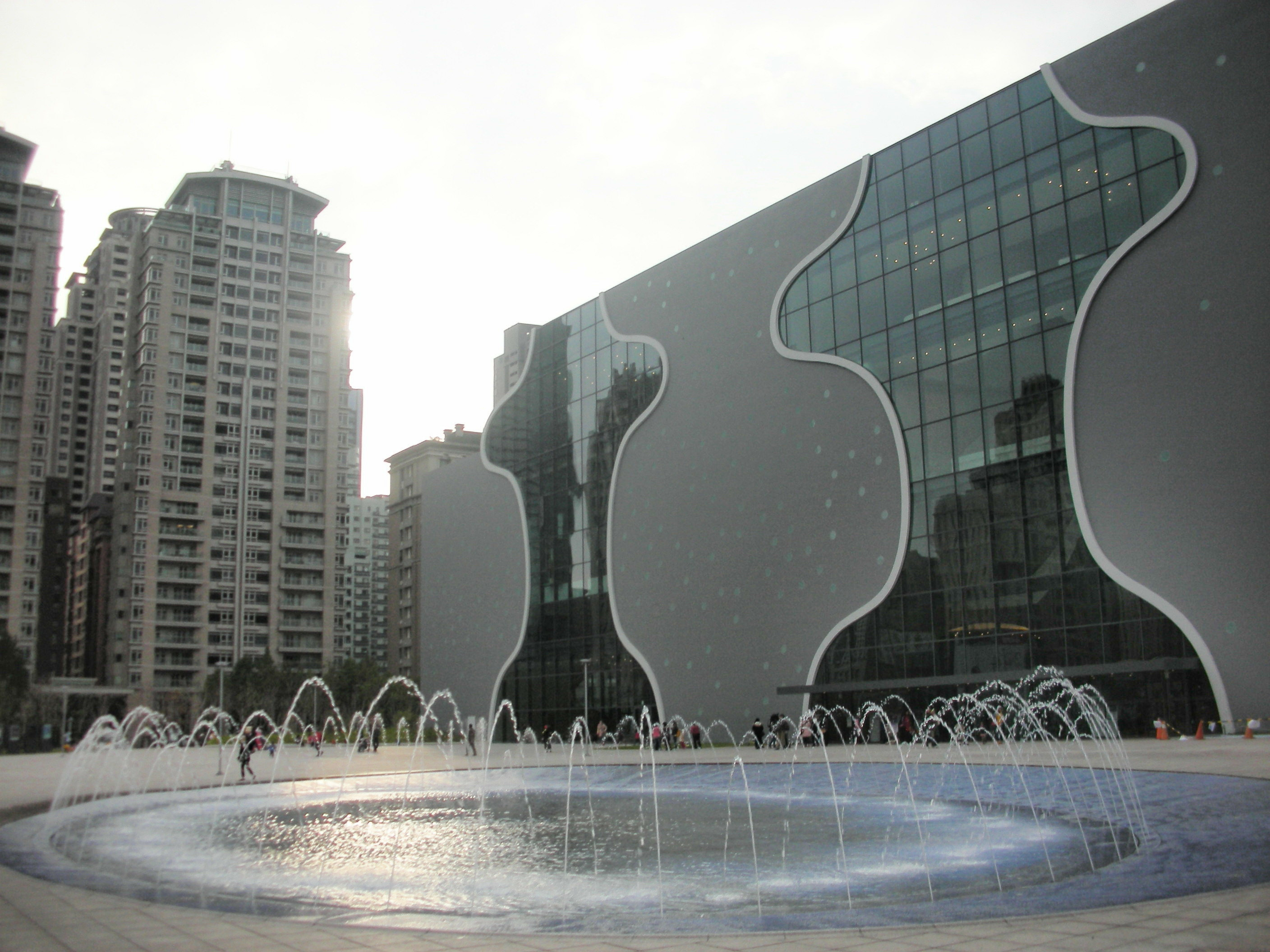
Théâtre national de Taichung

- Marché nocturne de Fengchia : l'un des marchés nocturnes les plus renommés de Taïwan, situé à côté de l'Université Feng Chia
- Parc archéologique du monument Huilai : site archéologique où des objets néolithiques ont été découverts
- Chapelle commémorative Luce : chapelle emblématique située au sein de l'Université Tunghai
- Théâtre national de Taichung
- Terrain de football de Taichung
- Parc métropolitain de Taichung : parc de 217 acres situé sur le plateau de Dadu